# Монтекатини Терме
Монтекатини Терме (итал. Montecatini Terme) град је у средишњој Италији. То је познати градић округа Пистоја у оквиру италијанске покрајине Тоскана.
Монтекатини Терме је позната италијанска бања.

## Географија
Град Монтекатини Терме налази се у средишњем делу Италије, 50 км западно од Фиренце, седишта покрајине. Град се налази у долини реке Арно, а северно од града се издижу Апенини. Надморска висина града је око 30 m.

## Историја
Монтекатини је настао у средњем веку.

## Становништво
Према резултатима пописа становништва 2011. у општини је живело 19.674 становника. Монтекатини Терме данас има преко 21.000 становника, махом Италијана. Током протеклих деценија у град се доселило много досељеника из иностранства.
| 1931.  | 1936.  | 1951.  | 1961.  | 1971.  | 1981.  | 1991.  | 2001.  | 2011.  |
| ------ | ------ | ------ | ------ | ------ | ------ | ------ | ------ | ------ |
| 12.399 | 12.817 | 14.847 | 17.787 | 20.639 | 21.582 | 20.653 | 19.900 | 19.674 |

## Партнерски градови
- Локарно

## Галерија
- Улица у средишту Монтекатинија
- Стари део града са градском црквом
- Стари хотели
- Градски парк